# Sentieri sotto la neve
Sentieri sotto la neve è una raccolta di racconti autobiografici di Mario Rigoni Stern.

## Contenuti
Parte prima
- ... Che magro che sei, fratello!
- Un pastore di nome Carlo
- Polenta e formaio zè bon!
- Malia
- Osteria di confine

Parte seconda
- Nevi
- Cartoline
- Segni lontani
- L'altra mattina sugli sci con Primo Levi

Parte terza
- Annata di pasciona
- Attorno all'orto
- Caprioli
- Una visita all'alba
- Loxia curvirostra
- I miei sentieri sotto la neve

## Edizioni
- Mario Rigoni Stern, Sentieri sotto la neve, Einaudi, 1998,  p. 124, ISBN 88-06-15256-4.